# Horseed FC
Horseed FC is een voetbalclub uit het stadsdistrict Horseed van Marka, Somalië. Horseed FC werd acht keer kampioen van Somalië en won drie keer de Beker van Somalië. In 1977 was het verliezend finalist in de CECAFA Cup voor clubteams. 

## Kampioenschappen
- Somalia League: 10

1972, 1973, 1974, 1976, 1977, 1978, 1979, 1980, 2021, 2024
- Beker van Somalië: 3

1982, 1983, 1987